# Île Doctor
Doctor (« l'île du docteur ») est une île des Bermudes. 